# To Hell with the Kaiser!
To Hell with the Kaiser! est un film américain  réalisé par George Irving, sorti en 1918.

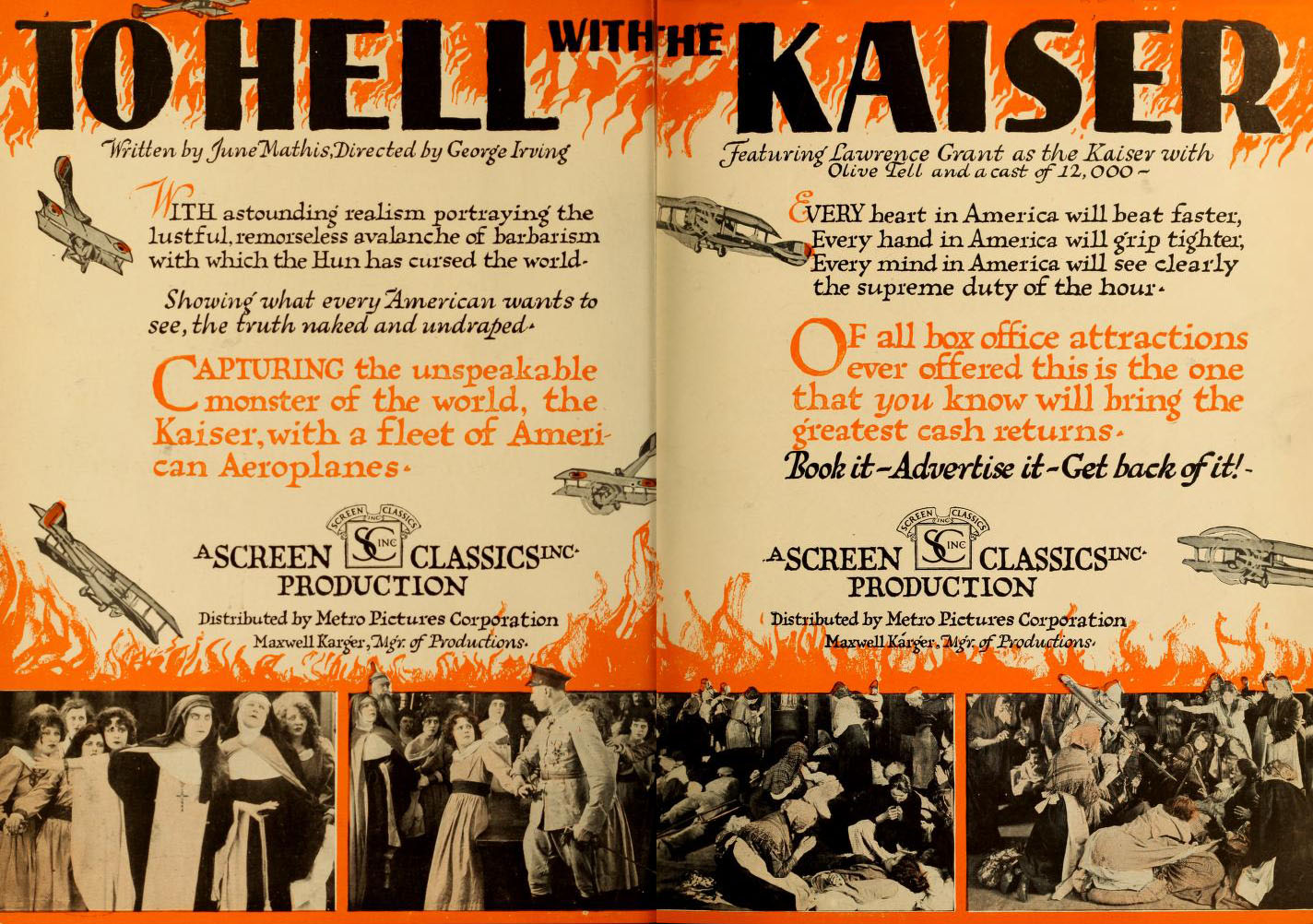
Annonce pour le film dans Moving Picture World.

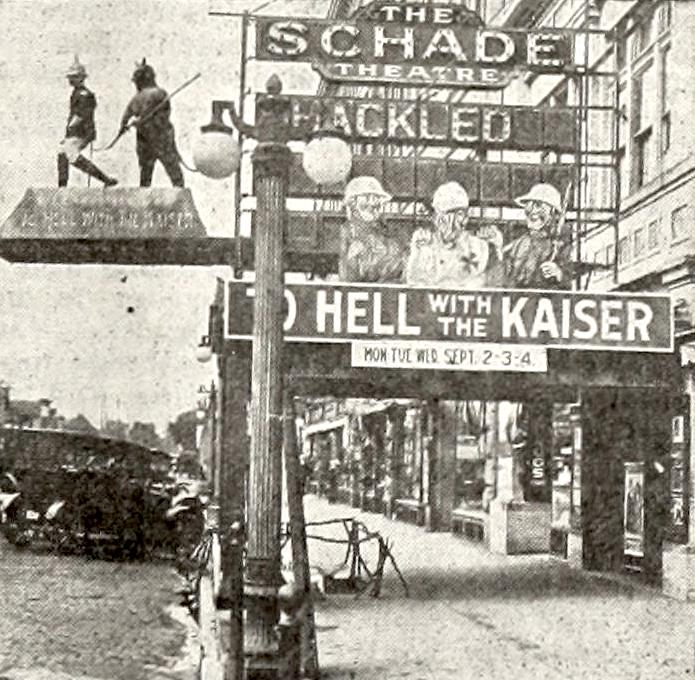
Le film à l'affiche d'un cinéma en 1918.

C'est un film de propagande produit par Screen Classics Productions et distribué par Metro Pictures.

## Synopsis
Terrifié à l'idée d'être assassiné, le Kaiser Wilhelm II engage un acteur qui est son sosie, Robert Graubel, pour le remplacer dans de cadre de ses fonctions politiques. Il remporte des succès militaires grâce à un pacte infernal avec Satan. Son « complice » Guillaume, prince héritier allemand, n'hésite pas à violer des jeunes filles dans les couvents et à éliminer les religieuses protestataires. La dernière conquête du prince héritier est Ruth Monroe, fille d'un inventeur américain. Le père de Ruth proteste contre cet outrage et est assassiné. Alice, la sœur de Ruth, jure alors de se venger. Utilisant la dernière invention de son père, un appareil sans fil dont les messages codés sont indéchiffrables, Alice dirige une escadrille d'avions pour bombarder le petit village allemand où se cache le Kaiser. Capturé par les Alliés, le Kaiser est jeté dans un camp de prisonniers de guerre. Désespéré, il se suicide et envoie son âme en enfer, où le diable lui abandonne son trône, reconnaissant que le Kaiser est bien plus sinistre qu'il ne pourrait jamais l'être.

## Fiche technique
- Réalisation : George Irving
- Scénario : June Mathis
- Producteur : Maxwell Karger
- Photographie : George K. Hollister
- Genre : Drame, Première Guerre mondiale[1]
- Production : Screen Classics Inc.
- Distributeur : Metro Pictures
- Durée : 70 minutes (7 bobines)
- Date de sortie : 30 juin 1918

## Distribution
- Lawrence Grant : Le Kaiser / Robert Graubel
- Olive Tell : Alice Monroe
- Betty Howe : Ruth Monroe
- John Sunderland : Winslow Dodge
- Earl Schenck : Le Prince William
- Mabel Wright : L'Impératrice
- Frank Currier : Professor Monroe
- Karl Dane : Von Hollweg
- Walter P. Lewis : Satan
- Henry Carvill : Bismarck
- Charles Harley : Count Zeppelin
- Emil Hoch : Von Hindenburg
- George S. Trimble : Von Tirpitz
- Frank Farrington : General Pershing
- William J. Gross : Councillor
- May McAvoy : Wounded Girl
- Maude Hill : Mother Superior
- P. Reybo : Von Mackenson
- Allan Walker
- Margaret McWade
- Marian Stewart
- Bertha Willsea
- Maurine Powers
- Gustav von Seyffertitz